# Culinária Haipai
Cozinha Haipai é uma culinária de estilo ocidental exclusiva de Xangai, na China. Ela absorve as tradições de várias cozinhas de outras regiões da China e da culinária ocidental, adaptando-as ao gosto local, de acordo com as características dos ingredientes locais. Ela é dividida em vários tipos principais: francesa, italiana, russa, britânica e alemã, e entre elas os pratos do tipo russo, como o borscht ao estilo de Xangai são muito bem recebidos, pois são mais acessíveis. Hoje, os pratos mais famosos da culinária haipai são luó sòng tāng, costeletas de porco fritas (costeleta à milanesa) e salada de Xangai (uma variedade da salada Olivier). Além dos pratos comuns acima mencionados, amêijoas assadas, caranguejos assados e sopa jin bi duo ("sopa de um milhão de dólares") também são populares entre os pratos Haipai.
Por cem anos, desde que foi aberta para comerciantes estrangeiros, Xangai testemunhou o aumento da popularidade da culinária Haipai. No entanto, desde que a China começou a implementar suas reformas econômicas em 1978, um número crescente de restaurantes ocidentais autênticos se instalou em Xangai. Como resultado, o número de restaurantes Haipai diminuiu gradualmente, e apenas alguns sobraram até agora. Mas luó sòng tāng e costeletas de porco fritas com molho inglês ainda são apreciadas e consideradas o sabor da "velha Xangai".

## História
Depois que Xangai se abriu para o exterior, a cultura ocidental foi gradualmente introduzida em Xangai, e restaurantes ocidentais começaram a se estabelecer na cidade. De acordo com registros documentais, o primeiro restaurante ocidental, Xiang Fan, foi fundado na estrada Fuzhou. Naquela época, os pratos ocidentais também eram conhecidos como "pratos Fan". Embora a comida ocidental tenha se tornado moda, ainda era difícil para o povo chinês se adaptar a alguns tipos de culinária ocidental, como o bife mal passado. Como resultado, a culinária ocidental de Xangai absorveu a essência das diferentes tradições da culinária ocidental e gradualmente formou diferentes estilos de comida: francesa, italiana, russa, britânica, alemã, etc. Cozinha de estilo francês focada em materiais frescos e comida requintada; culinária de estilo britânico focada em temperos e cozinha de estilo italiano focada no sabor original: cada uma com suas características próprias. Após a Revolução de Outubro na União Soviética em 1917, uma grande onda de emigrados brancos russos invadiu a China e, em particular, Xangai. Eles foram chamados de luó sòng. Os russos de Xangai abriram mais de 40 restaurantes russos na estrada Xiafei  (Avenida Joffre, agora Estrada do interior de Huaihai), em uma área que na época ficou conhecida como "Pequena Rússia". Seus dois pratos: borscht e pão com manteiga (butterbrot) ganharam grande popularidade em Xangai devido ao baixo preço. No final de 1937, Xangai tinha mais de 200 restaurantes Haipai, a maioria deles localizados em nas estradas Xiafei e Fuzhou.
O estabelecimento do governo do Partido Comunista da China foi um ponto de inflexão no desenvolvimento da culinária ocidental de Xangai. Um grande número de restaurantes de estilo ocidental fechou durante este período, e apenas 18 restaurantes permaneceram no distrito de Huangpu depois de adotar o padrão de Gestão Conjunta público-privada. Além disso, devido à escassez de suprimentos na época, "ir a restaurantes ocidentais" não era coisa comum para as pessoas simples. No entanto, o povo de Xangai, seja por amor pela comida ocidental ou pelas memórias dos tempos antigos, ainda tentou por todos os meios desfrutar da comida ocidental nesta era difícil. Uma maneira de fazê-lo era usar uma variedade de ingredientes locais em vez de importar ingredientes ocidentais, como caranguejos chineses em vez de caranguejos do mar, biscoitos cracker de soda enrolados em vez de farinha de rosca e assim por diante. A comida ocidental foi completamente removida da China após a Revolução Cultural. Naquela época, o famoso restaurante ocidental conhecido como Red House foi renomeado para Red Flag Restaurant e ofereceu pratos tradicionais chineses. Desde a reforma e abertura na China, o número de restaurantes chineses autênticos em Xangai aumentou dramaticamente. E pelo caminho inverso, o número de restaurantes de estilo ocidental que oferecem pratos Haipai diminuiu gradualmente, e muitos restaurantes ocidentais fecharam na década de 1990.

## Pratos tradicionais

### Borscht ao estilo de Xangai

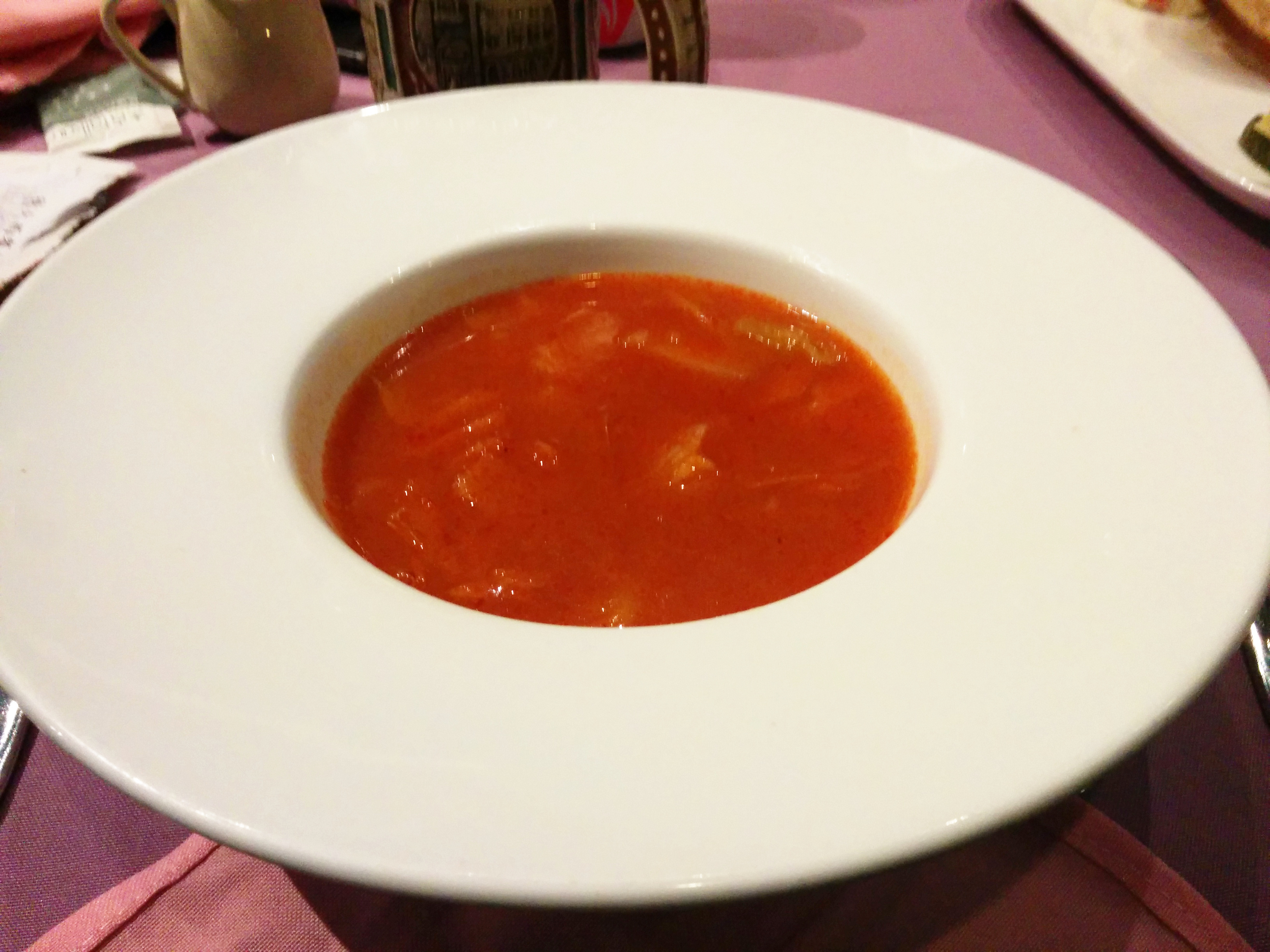
Borsch ao estilo de Xangai

Sendo bem diferente de sua origem russa, o borscht de estilo chinês (Chinês     'Sopa russa'), originou-se em Harbin, perto da fronteira russa no nordeste da China, e se espalhou até Xangai e Hong Kong. Uma variedade de Xangai apareceu quando os emigrados russos se estabeleceram na antiga Concessão Francesa, no início do século XX. A receita foi mudada removendo a beterraba e usando extrato de tomate para colorir a sopa e também para aumentar sua doçura, porque o clima de Xangai era ruim para o plantio de beterraba e o sabor azedo original da sopa era estranho para a população local. Mais tarde, os cozinheiros geralmente fritavam a pasta de tomate em óleo para reduzir o gosto azedo e, em seguida, colocavam açúcar branco na sopa para torná-la azeda e doce. Alternativamente, ketchup pré-adoçado pode ser usado. Da mesma forma, o creme é substituído por farinha para gerar espessura sem induzir acidez. A maioria das receitas contém carne e seu caldo, batatas e vegetais de folhas; Às vezes também se adiciona linguiça Hongchang e molho inglês. À medida que mais e mais pessoas faziam o borscht em casa, suas receitas mudavam para agradar aos diferentes gostos de seus fabricantes, às vezes ganhando a influência do mirepoix ou do minestrone com a inclusão de cenouras, aipo, cebola e louro. A sopa costuma ser acompanhada de arroz.

### Costeletas de porco fritas no estilo xangai

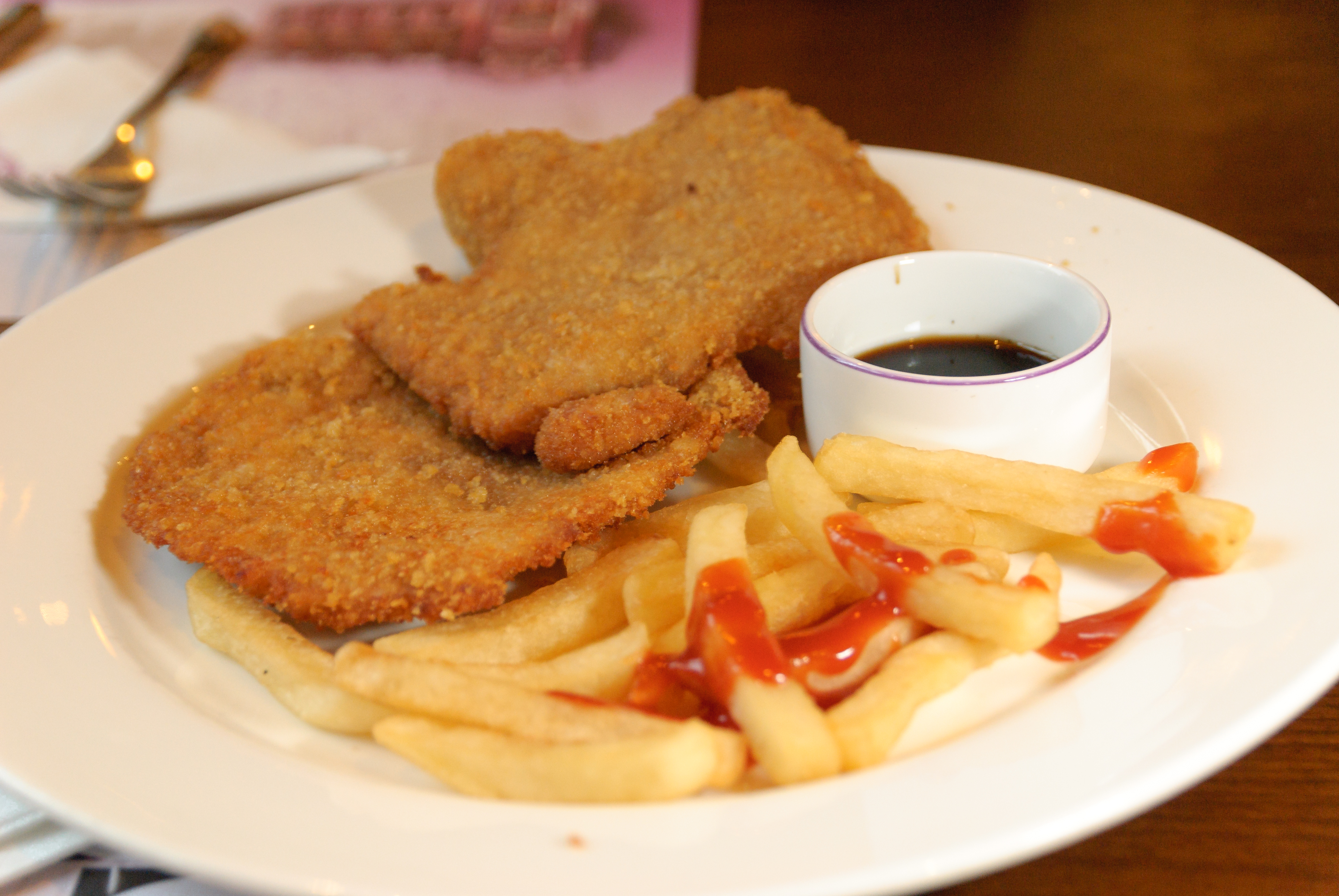
Costeleta de porco frita

A costeleta de porco frita ao estilo de Xangai é uma variedade local de costeleta à milanesa. É particularmente popular como comida de rua. Como no tonkatsu, a carne é amaciada e achatada batendo-se com as costas de uma faca.  A costeleta de porco é coberta com farinha de pão antes de ser frita para evitar que fique muito gordurosa e fique crocante por fora, mas macia por dentro. De volta aos velhos tempos, quando os suprimentos eram extremamente necessários em Xangai, os biscoitos crackers eram esmagados para substituir a farinha de pão, que produzia um sabor único e diferente. Em Xangai, a costeleta de porco é servida com o molho local là jiàngyóu, uma versão localizada do molho inglês.

### Salada de batata

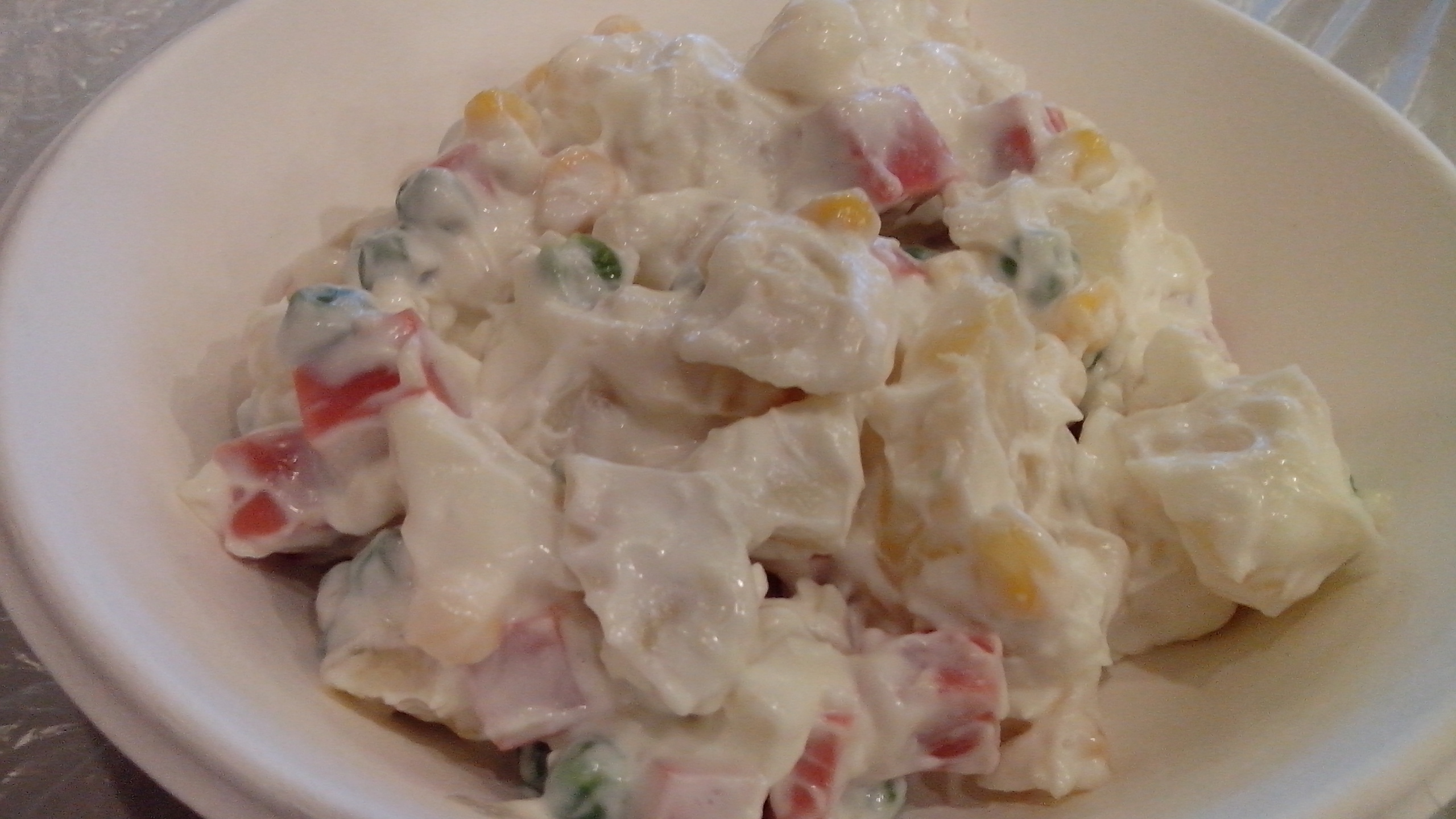
Salada de batata

Normalmente conhecida como salada ao estilo de Xangai, a salada de batata é uma variedade local da salada russa Olivier. É feito misturando molho para salada, batata cozida ralada e linguiça em cubos. Acompanha nabos picados e ervilhas picadas. Hoje em dia, a maioria das pessoas faz salada ao estilo de Xangai usando o molho de salada pronto comprado nos supermercados, enquanto originalmente o molho era preparado misturando pacientemente óleo de salada, gema de ovo e maionese por um longo tempo.

### Amêijoas assadas
As amêijoas assadas são famosas entre os pratos ocidentais ao estilo de Xangai. O prato foi inventado pelo chef da Maison Pourcel Yu Yongli a partir da especialidade francesa escargots (caracóis au gratin). A invenção foi causada pela falta de oferta de caracóis franceses desde 1946. Depois de tempos de provações, os moluscos foram escolhidos pela Maison Pourcel para substituir os caracóis. Para fazer amêijoas assadas, a amêijoa é retirada da casca e lavada, depois é colocada de volta na casca com óleo de salada, vinho tinto, alho amassado, aipo picado etc., e cozido no forno. O novo prato foi tão apreciado pelos clientes que foi chamado de culinária francesa chinesa pelo presidente da França, Georges Pompidou, quando o provou durante sua visita a Xangai.